# CryptoLocker
Ne pas confondre avec le terme anglais « cryptolocker ».
CryptoLocker est le nom d'un logiciel malveillant de type crypto-verrouilleur, c'est-à-dire un cheval de Troie à destination finale d'effectuer du ransomware, s'attaquant aux ordinateurs ayant Windows installé sur leurs machines. Il semble avoir été découvert pour la première fois le 5 septembre 2013. CryptoLocker se propage par email et via un botnet préexistant. Quand le cheval de Troie est activé, il chiffre plusieurs fichiers présents sur la machine via un chiffrement à clef publique et privée. Une fois que tous les fichiers sur l'ordinateur cible sont infectés, il commence à se répandre sur le réseau local pour infecter toutes les machines possibles (les ordinateurs comme les serveurs). La clé permettant de déverrouiller l'ensemble des fichiers est alors uniquement stockée sur les serveurs hébergeant le logiciel malveillant.
Le cheval de Troie affiche alors un message disant que pour décrypter les informations, il faudra envoyer un paiement. Le paiement peut être soit fait en bitcoin, soit avec un bon en argent liquide. La somme demandée est valable jusqu'à une certaine date puis augmente si le paiement n'a pas été fait en temps et en heure.

## Histoire
En 2013, bien qu'il soit facile de se débarrasser de CryptoLocker, les données sont impossibles à déchiffrer sans la fameuse clé.
Début novembre 2013, Microsoft estime que plus de 34 000 appareils sont infectés par le programme, principalement dans des pays anglophones. Symantec a estimé qu'environ 3 % des utilisateurs infectés ont choisi de payer. Certains utilisateurs ont déclaré avoir payé sans voir leurs données déchiffrées.
Fin mai 2014, l'Operation Tovar (en) a permis de mettre hors service le botnet Gameover ZeuS (en) utilisé par les pirates. Les informations récupérées sur le serveur ont alors permis à des spécialistes en sécurité de proposer un outil permettant de générer la bonne clé capable de déchiffrer les données de chaque utilisateur sans avoir à payer de rançon. Des analystes considèrent que les pirates ont tout de même réussi à obtenir environ trois millions de dollars grâce à leur logiciel malveillant.